# Guadiana (Badajoz)
Guadiana, antiguamente llamado Guadiana del Caudillo, es un municipio español situado en la provincia de Badajoz, comunidad autónoma de Extremadura. Se creó como poblado de colonización del municipio de Badajoz en los años 1940 y fue declarado municipio el 17 de febrero de 2012.

## Toponimia

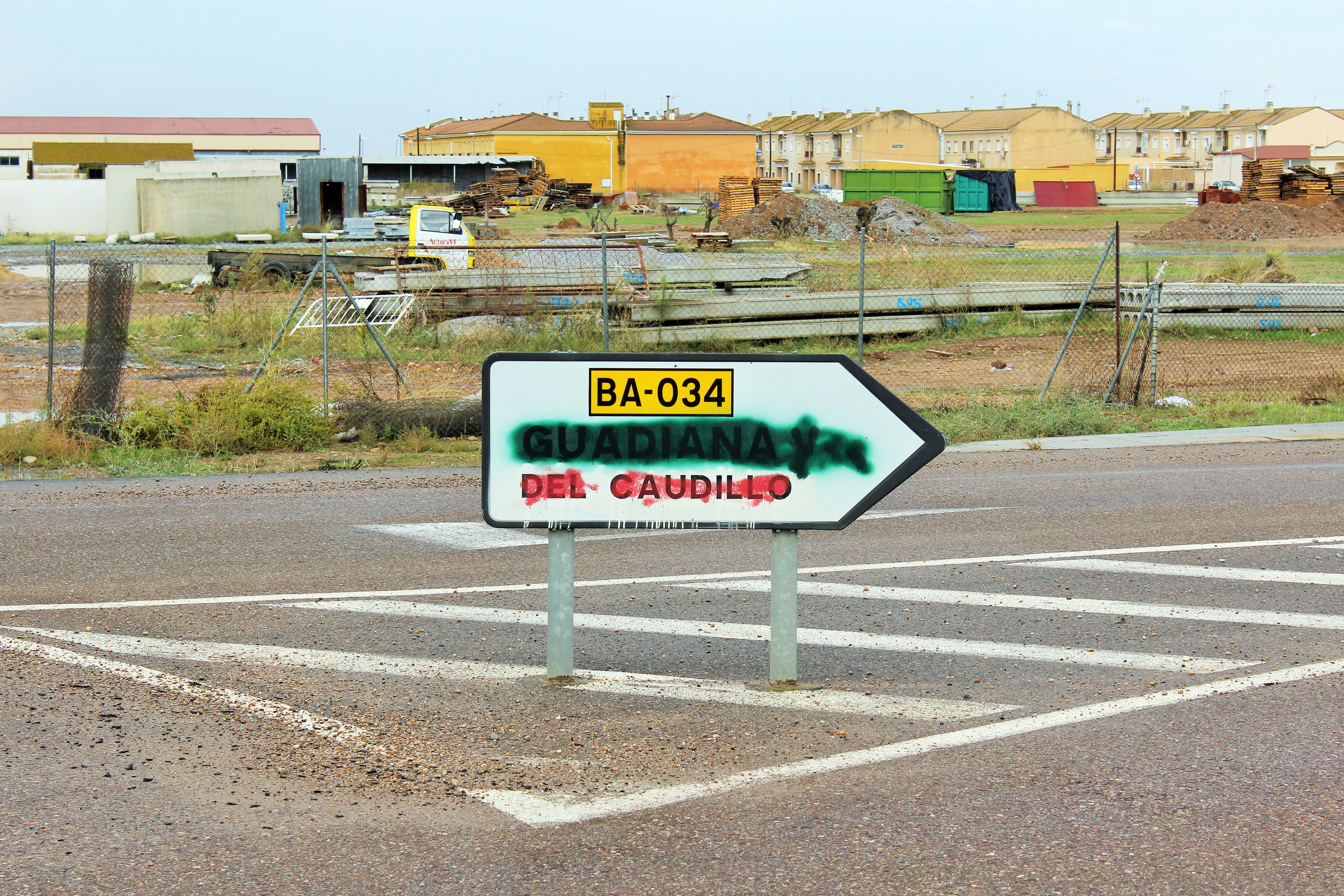
Panel de señalización vial, vandalizado, con el antiguo nombre de la localidad.

El topónimo anterior, «Guadiana del Caudillo», hacía referencia al dictador Francisco Franco promotor del plan de Colonización por el que se fundó la localidad y al río Guadiana. Tras la victoria del PSOE en las elecciones de 2019, el nuevo equipo municipal procedió a la aplicación de la Ley de la Memoria Histórica, con lo cual se eliminó la mención a Franco, quedando el nombre del municipio solamente como «Guadiana» en 2020.

## Historia
Guadiana fue creada en las postrimerías de la década de los cuarenta del siglo XX. En 1950, 276 colonos, procedentes de distintos lugares de Extremadura y Andalucía fueron instalados en la localización que ocupa actualmente el pueblo, en el centro de la Comarca de las Vegas Bajas, por el Instituto Nacional de Colonización, al pasar el territorio de secano a regadío gracias al embalse de Montijo. La inauguración tuvo lugar de forma oficial en 1951. Desde su creación, Guadiana perteneció al municipio de Badajoz. En 1971 se constituyó como entidad local menor dentro de Badajoz.
En noviembre de 2008 se inició el proceso de segregación, aprobado por la mayoría de los vecinos, dando su apoyo el Ayuntamiento de Badajoz en febrero de 2009. Sin embargo, la Junta de Extremadura exigió que, para que el proceso de segregación tuviese lugar, y en cumplimiento de la Ley de Memoria Histórica, que eliminase de su nombre la mención al «Caudillo» (el dictador Francisco Franco).
Después de las elecciones legislativas de 2011 y el cambio de gobierno regional (desde entonces en manos del Partido Popular), la situación siguió pendiente hasta el 17 de febrero de 2012, cuando se declaró a Guadiana como municipio independiente de Badajoz.

### Referéndum sobre el cambio de nombre
El 11 de marzo de 2012 año se convocó un referéndum entre los vecinos para determinar si debía eliminarse la mención al «Caudillo». Las formaciones políticas PSOE e IU, favorables al cumplimiento de la Ley de la Memoria Histórica, llamaron a la abstención al considerar que el nombre del municipio es ilegal. Con una participación de 817 habitantes de los 2530 que conforman el municipio (un 67,7% de abstención), el resultado de la votación fue de 495 votos (60,6%) a favor de mantener el nombre completo de «Guadiana del Caudillo»; 310 (37,9% de los votos) a favor de cambiarlo para dejarlo en «Guadiana» a secas; 6 para otras opciones alternativas; 4 nulos; y 2 en blanco.

## Situación
Está situado a 33 kilómetros de la ciudad de Badajoz por la carretera EX-209 de Badajoz a Mérida por Montijo. Los pueblos cercanos son Valdelacalzada, Novelda del Guadiana y Montijo. Se encuentra en la comarca Tierra de Mérida-Vegas Bajas, en el corazón de las Vegas Bajas del Guadiana (perteneciendo a su mancomunidad); perteneciendo administrativamente al Partido Judicial de Badajoz y a la Comarca Tierras de Badajoz por su vinculación como entidad local menor hasta su independencia. Además, pertenece a la comarca turística de Lácara.

## Demografía
| Gráfica de evolución demográfica de Guadiana entre 2021 y 2021                                                        |
| |
| Población de derecho según los censos de población del INE. Población de hecho según los censos de población del INE. |

En la actualidad, Guadiana cuenta con 2543 habitantes, de los cuales 1265 son varones y 1278 mujeres.
Evolución de la población de Guadiana en la última década:
| 2452 | 2436 | 2406 | 2442 | 2429 | 2435 | 2463 | 2466 | 2499 | 2536 |

## Economía
Su economía está basada principalmente en la agricultura, ganadería y la tabiquería de cartón-yeso.

## Patrimonio
Iglesia parroquial católica bajo la advocación de Nuestra Señora de la Soledad, en la archidiócesis de Mérida-Badajoz.